# Luzonacera
Genre
Luzonacera est un genre d'araignées aranéomorphes de la famille des Psilodercidae.

## Distribution
Les espèces de ce genre sont endémiques de Luçon aux Philippines.

## Liste des espèces
Selon World Spider Catalog (version 20.0, 09/02/2019) :
- Luzonacera chang Li & Li, 2017
- Luzonacera duan Li & Li, 2017
- Luzonacera francescoballarini Li & Li, 2019
- Luzonacera lattuensis Li & Li, 2019
- Luzonacera peterjaegeri Li & Li, 2019

## Publication originale
- Liu, Li, Li & Zheng, 2017 : Five new genera of the subfamily Psilodercinae (Araneae: Ochyroceratidae) from Southeast Asia. Zoological Systematics vol. 42, no 4, p. 395-417.